# Ursula Rust
Ursula Rust (* 1955) ist eine deutsche Juristin und Hochschullehrerin an der Universität Bremen.

## Leben
Rust studierte ab 1974 Rechtswissenschaften an der Universität Hamburg; sie beendete das Studium 1980. Anschließend arbeitete sie bis 1988 als wissenschaftliche Angestellte an der Hamburger Senatskanzlei als Referentin für den Bereich Frau im Arbeitsleben. Von 1989 bis 1992 war Rust als Regierungsdirektorin am Familienministerium des Landes Schleswig-Holstein tätig. 1990 schloss sie an der Hamburger Universität ihre Promotion mit der Dissertation Familienlastenausgleich in der gesetzlichen Kranken-, Unfall- und Rentenversicherung zum Dr. iur. ab. Seit Juli 1992 ist sie ordentliche Professorin für das Recht der Geschlechterbeziehungen. 2001 wurde die Professur umbenannt in Gender Law, Arbeitsrecht, Sozialrecht. Nach Mutterschutz und Erziehungsurlaub 1997/98 kehrte sie 1998 zunächst in Teilzeit an den rechtswissenschaftlichen Fachbereich der Universität Bremen zurück. Seit 2002 ist sie die Leiterin des Bremer Instituts für Gender-, Arbeits- und Sozialrecht.

## Veröffentlichungen (Auswahl)
- Familienlastenausgleich in der gesetzlichen Kranken-, Unfall- und Rentenversicherung. Erich Schmidt, Berlin 1990, ISBN 3-503-03130-8 (Dissertation).
- Ursula Rust und Josef Falke (Hrsg.): AGG: allgemeines Gleichbehandlungsgesetz mit weiterführenden Vorschriften - Kommentar. Erich Schmidt, Berlin 2007, ISBN 978-3-503-09762-3.